# 江喜陀
江喜陀（發音：[tɕàɴsɪʔθá]，1030年—1112年），或譯康瑟達，緬甸蒲甘王朝君主，於1084年至1112年統治緬甸。江喜陀被認為是緬甸歷史上最偉大的君主之一。

## 身世
阿奴律陀與維沙利（Vesali）公主般薩迦罗耶尼成婚後，有謠言說公主與迎親的大臣有染，阿奴律陀相信了這個謠言。他放逐般薩格勒亞尼到欽敦江邊的巴因馬（Payeimma），江喜陀於此地出生。後來，阿奴律陀還是接納了江喜陀，給了他王子應有的地位。

## 軍事生涯
江喜陀成年後，被阿奴律陀召回蒲甘，在軍中效力。他與來自良烏擅長游泳的良宇披、來自敏務擅長爬樹的牙底由、來自波巴山附近的農夫牙隆梨畢並稱「四將」，在進攻直通王國的戰事中各領一軍。此後，江喜陀參與了父王阿奴律陀所有的軍事行動，西征北阿臘干，東降撣邦高原諸多撣族首領，北征大理國，擊退攻入丹那沙林地區的高棉吳哥王朝軍隊。
後來，清邁來的劫掠者攻擊勃固，勃固王向阿奴律陀求援，江喜陀受命率軍擊退來敵。勃固王將公主瑪尼山達獻給阿奴律陀，然而在回蒲甘的途中，瑪尼山達與江喜陀陷入愛河，隨行人員將此事上報給阿奴律陀。阿奴律陀憤怒不已，投擲神矛阿利因陀摩（Areindama）欲殺江喜陀。江喜陀命大躲過了飛矛，他隨後奔出王宮，逃離了蒲甘城。江喜陀四處流亡，最後在恭驃（Kyaungbyu）遇到一女子單浮羅，與她在一個寺院共度隱居生活。
1077年，阿奴律陀駕崩，江喜陀的兄長蘇盧即位，蘇盧召回了江喜陀。然而，瑪尼山達被蘇盧納為妃子，江喜陀卻與瑪尼山達舊情復燃，導致他又被蘇盧發配到偏遠的达拉。直到1082年，耶曼干起兵叛亂，蘇盧才又召回了江喜陀。
蘇盧命江喜陀領軍南征耶曼干，因兩人意見不合，蘇盧驕兵輕進，大敗被俘。耶曼干北上圍攻蒲甘城，江喜陀在一次失敗的營救行動後，轉移至上緬甸的糧倉皎施地區。耶曼干處死了蘇盧，他見蒲甘城堅固難攻，率領孟族大軍北進，於今日的阿瓦地區築城。江喜陀於皎施聚集大軍，西擊耶曼干，耶曼干大敗。耶曼干乘船沿伊洛瓦底江南逃途中，被弓手牙新姑（Nga Singu）射殺。1084年，江喜陀於蒲甘登基，由國師善阿羅漢加冕為王。

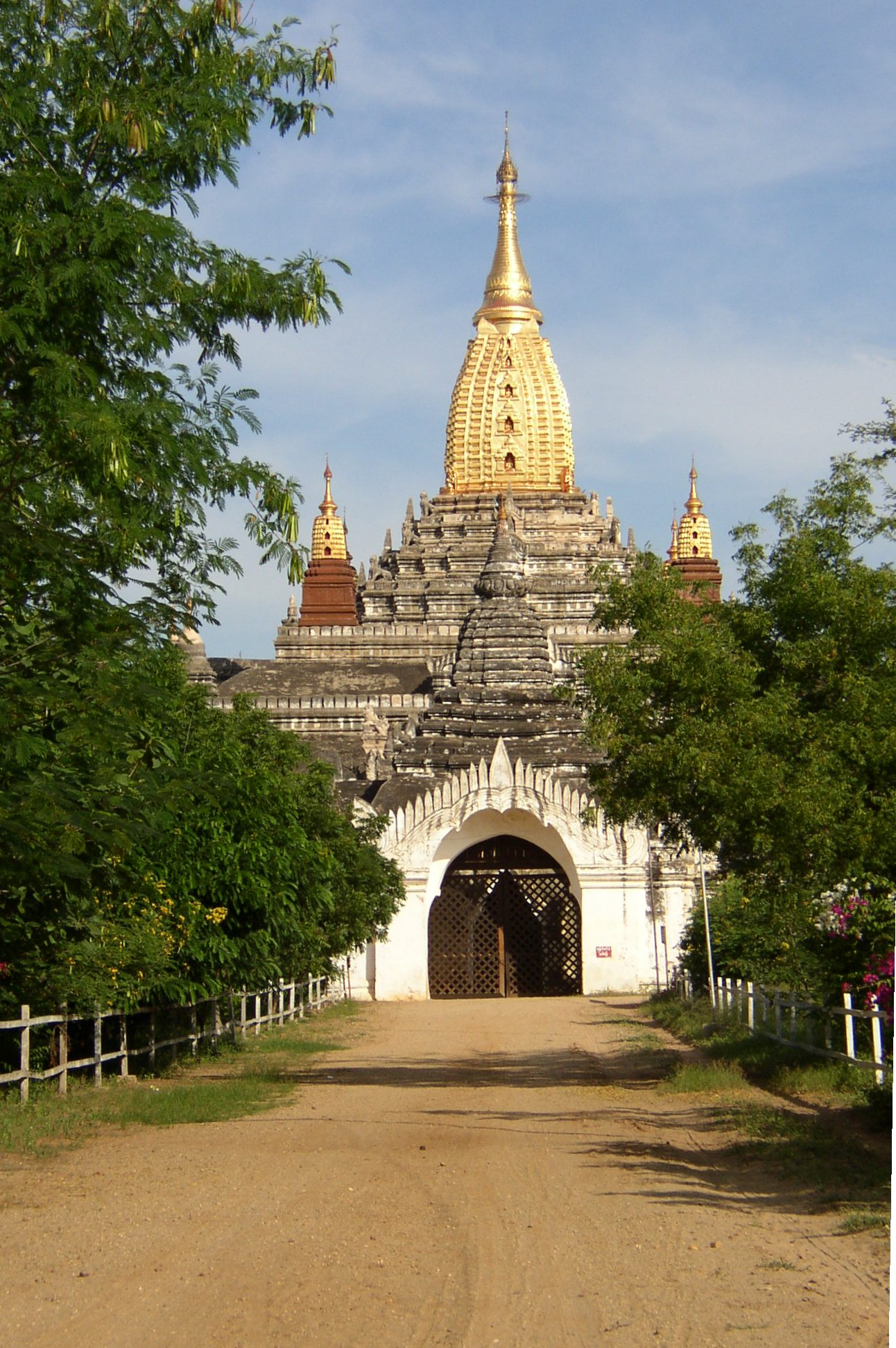
阿難陀寺

## 統治
江喜陀與王后阿毗耶陀那生有一女瑞因梯，帝梁（Htilaing）的首領在對耶曼干的戰事中立有大功，江喜陀納了他的女兒金丹為妃，瑪尼山達也被江喜陀立為妃子。瑞因梯被嫁給蘇盧之子蘇雲，兩人生有一子阿朗悉都，江喜陀喜得愛孫，立其為王儲。不久，恭驃隱居的單浮羅帶著兒子耶娑鳩摩至蒲甘與王相認，也被冊立為妃，耶娑鳩摩被封為北阿臘干總督。
江喜陀延續了父親阿奴律陀的政策，重用國師善阿羅漢，推廣上座部佛教。他善待逃離印度的佛教僧人，建造了知名的阿難陀寺。他完成了父王阿奴律陀未建完的瑞喜宮佛塔，他還收羅珍寶，運送至印度菩提伽耶，重建當地的塔寺殿宇。他尊重孟族文化，重用孟族學者，大部分江喜陀時期的碑文是以孟文刻著。
南阿臘干首領帝明迦曇（Thetminkadon）襲擊邊境，江喜陀欲出兵剿之，被善阿羅漢勸阻。摩訶祇利神也以徵兆告訴他，帝明迦曇與江喜陀是前世友人，不宜互相殺戮。江喜陀深信摩訶祇利曾助他躲避阿奴律陀神矛，也曾在逃亡中指引他方向。

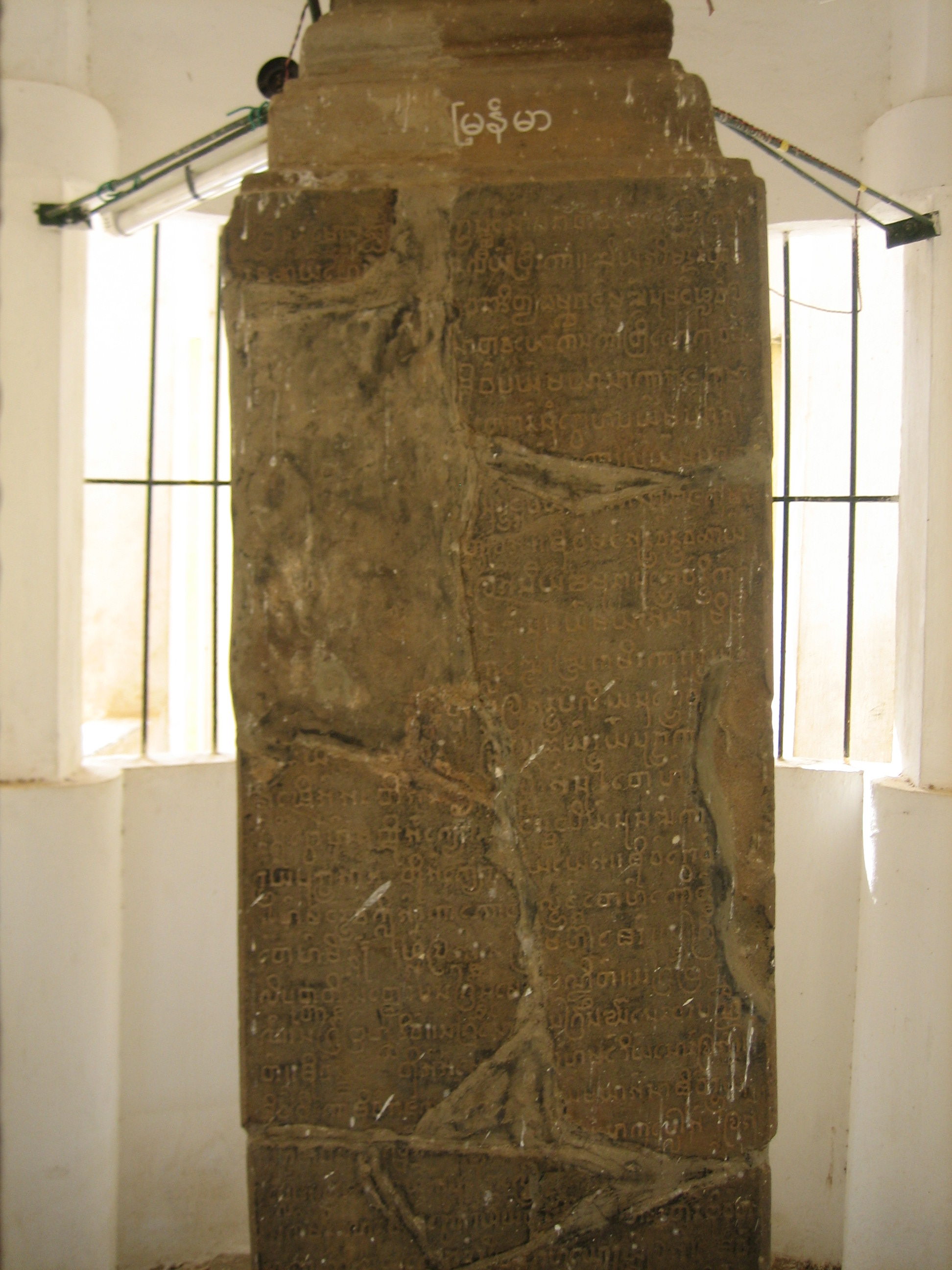
妙色底四語言石碑文

1106年，江喜陀派遣使節到宋朝進貢，被尚書省視為大國，與大食、注輦、交趾並列。1112年，江喜陀病危，耶娑鳩摩服侍在旁，虔誠祈禱，並建造了摩耶佛塔（Myazedi pagoda）獻給江喜陀。塔中的碑文記載了江喜陀與耶娑鳩摩的故事。妙色底四語言石碑文中有現存最早的完整的緬文碑文，與孟文、驃文、巴利文並列，此碑文也是破解驃文的重要歷史瑰寶。